# ジャンスポーツ
ジャンスポーツ（JanSport ）は、アメリカ合衆国のキャンプ用品ブランド。
現在はVFコーポレーションがブランドを所有している。
1967年にシアトルで設立された。

## 作品中での使用
・映画『スパイダーマン：ノー・ウェイ・ホーム』でピーターパーカーがビッグスチューデントのフィールドタンを使用。
・映画『トワイライト』でクリステン・スチュワート演じるBella Swanがライトパックを使用。
・映画『ヴィンセントが教えてくれたこと』でオリバーがディープジュニパーを使用。
・Netflixオリジナルシリーズ『ストレンジャーシングス　未知の世界』でイレブンがSIERRA MADRE THE UPSIDE DOWN - HYDROを使用。ジョナサンも別モデルを使用。
・Netflixオリジナルシリーズ『アンブレイカブル・キミ―・シュミット』主人公キミーの創作の源「ジャン・スポ」として登場。紫色で顔がありキミーと会話できる。
・Netflixオリジナルシリーズ『シニアイヤー』でレベル・ウィルソン演じるステファニーが20年の昏睡状態から目覚め、登校する時にクロスタウンのサーモンを使用。